# Wii Sports
《Wii Sports》（官方译为）是一款適用於Wii遊樂器的電子遊戲，由日本任天堂公司製作和發行，屬於Wii系列的首作和Touch! Generations系列中的一作。游戏於2006年11月19日在北美地区随Wii游戏机先行发售，并在随後一个月内於日本、澳大利亚和欧洲发行。2008年，游戏先後在南韩和台湾发行，也成为Wii上为数不多的中文游戏之一。除日本和韩国外，所有的Wii游戏机均同捆本作销售，使得本作成为自1995年Virtual Boy平台的《马里奥网球》以来，再度綑綁任天堂游戏机販售的首发游戏。
游戏包含了五種運動模擬遊戲，主要是為了向新玩家展示Wii遊樂器的動作感應功能，運動項目包含網球、棒球、保齡球、高爾夫球和拳擊。玩家能使用Wii手柄做出與真實生活中的運動類似之動作，例如揮動網球拍、丟擲保齡球等。每種運動遊戲的規則都經過簡化，讓剛接觸的玩者容易上手。游戏还拥有练习模式和监测玩家运动进展的体力测定模式。
《Wii Sports》获得了媒體的较高评价，并赢得了游戏和娱乐业的多个奖项。游戏含同捆版達到了8,287万套的全球销量，成为史上第四畅销的电子游戏，仅次于、《俄罗斯方块》和《俠盜獵車手V》，同时也是單一遊戲主機平台上最为畅销的电子游戏。现在，《Wii Sports》已成为电视商业广告、新闻报道和其他节目中Wii的象徵性代表，更成为各年龄层玩家聚会和竞赛的流行方式。遊戲續作是《度假勝地》、《俱樂部》及《Nintendo Switch 運動》。

## 游戏要素

玩家在高尔夫游戏中使用Wii 手柄模仿挥杆动作

《Wii Sports》的主菜单中提供有五種独立的運動項目：网球、棒球、保龄球、高尔夫球和拳击。游戏使用Wii左右手柄的运动传感器功能控制屏幕中角色的动作，使玩家能以类似於生活中各项目真实的运动方式移动手柄，例如，可以像拿高爾夫球桿、球棒或保龄球一样握住和挥动手柄。游戏部分操作交由电脑控制：在网球中，Wii会自动控制玩家的移动，玩家只需负责挥球拍；棒球游戏则需要击球和投球，所有的防守均由Wii处理；在拳擊比賽中，玩家可揮拳攻擊或閃躲，且可使出鉤拳、反擊拳等高階技巧。
每个游戏项都拥有标准游戏模式、练习模式和多人模式。标准游戏模式依照各项目的规则进行：双打制网球、棒球击球和投球、十瓶十格制保龄球、3洞或9洞高尔夫球和三局制拳击。练习模式为单人游戏，可供玩家练习各项目的特定技巧，并可以获得奖牌奖励。每个项目均设有单人和双人游戏模式，有些还允许最多4名玩家参与。保龄球和高尔夫球可让多名玩家轮流使用一只Wii手柄，而网球则要求玩家人手一只。《Wii Sports》的多人模式通常会让玩家在运动中相互竞争，网球则是唯一的例外，可以允许两名玩家选择同场协作或是对抗。
游戏角色均取自Wii的Mii频道，该频道可让用户创建可用於游戏的专属“Mii”（即自定义虚拟角色）。《Wii Sports》也是Wii上最先使用这一功能的游戏，保存在Wii上的Mii会出现在保龄球赛的人群在和玩家控制的棒球队中，而非玩家角色（NPC）也同样由Mii频道工具创建。在一台Wii上建立的Mii可以传输到Wii手柄的記憶體中，方便在另一台Wii上使用。

### 游戏进程
游戏之後，根据玩家的表现，系统会给予其技能点的奖励或惩罚，但在多人模式中则不进行记分。游戏会以图表的形式跟踪玩家得分，玩家在得到1000技能点後即可获得“高手”级评价，以及其Mii的化妆功能，同时会在Wii留言板收到相应的通知消息。在拳击和网球的单人游戏中，观众的规模会随球员的技术水平增长。通过赢得足够场次的游戏比赛，Mii的技能等级最高可达2399，之後便无法继续提高。产生这一问题是由於玩家等级过高，导致显示技能等级的图表超出屏幕之外所致。《Wii Sports》还具有测算玩家体力年龄的功能，该测试会从练习模式随机选择三项挑战，并对玩家的表现加以评定，根据玩家的实际年龄、平衡、速度和耐力等因素计算出其体力年龄。每个Mii每天只能测试一次，体力年龄的测定结果会以图表的形式每一个、两个或三个月刊登在Wii留言板上。

## 开发

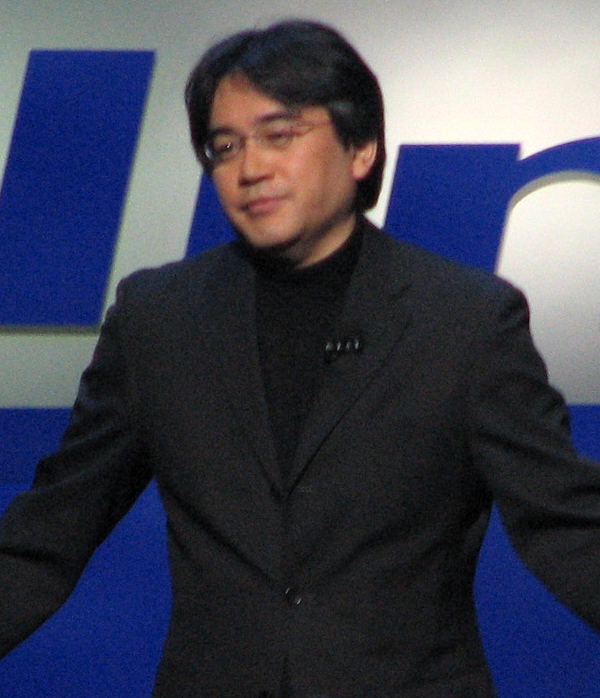
岩田聪在任天堂的2006年E3发表会上

《Wii Sports》由任天堂情报开发本部的软件开发二组主管江口胜也出品。随着Wii的发售，任天堂希望吸引更多从未接触过电子游戏的人们，为此，他们需要多款能让新老玩家都可共享乐趣的游戏产品。此外，任天堂还希望玩家能每天使用Wii。为了实现这一目标，《Wii Sports》被有意地打造为了Wii的旗舰产品。作为一个简单的引导性作品，《Wii Sports》的设计初衷就是要同时让玩家和非玩家乐在其中，因而大众喜闻乐见的体育便获选为主题。游戏的设计思想在於简单易上手，人人可玩，而不是专业的运动模拟或是逼真的画面。为了保持简单的特性，诸如网球中的跑动等操作均被取消。在开发过程中，马里奥系列角色曾出现在游戏，但由於玩家的反馈更偏爱於Mii而遭到尽数移除。游戏支持16:9宽屏显示和逐行扫描，以每秒60帧运行，并利用Wii遥控器的加速规测量玩家的运动。为了儘可能地贴近现实，投球和击球等运动感应功能成为了游戏的首要考虑因素。《Wii Sports》之所以与Wii同捆销售，是因为任天堂并没有期望玩家单单为了这一游戏而去买游戏机。任天堂认为通过随机附带，玩家会有更大可能玩到这款游戏，而一旦他们喜欢上了的话，这份乐趣便会蔓延开来。
在2006年的E3媒体与商业峰会游戏展之前，《Wii Sports：网球》成为游戏公开的第一项运动，并在任天堂的E3展前发表会上公布为一款运动游戏合集中的一部分。社长岩田聪以“Wii Sports”之名介绍了这款合集，并透露其中包含有网球、高尔夫球和棒球。现场展出了游戏视频和台上实机演示，在网球双打演示中，岩田聪和美国任天堂总裁雷吉同组与宫本茂和一名网络竞赛赢家斯科特·代尔组成的另一组现场较量。其餘的体育游戏也在E3上以相似的命名方式一一展出，包括《Wii Sports：棒球》、《Wii Sports：高尔夫》和《Wii Sports：飞机》。当时，棒球游戏仅能模拟击球动作，而飞机游戏则类似於《飞行俱乐部》，要求玩家在时限内驾驶飞机通过一个个吊环。游戏最终并没有收录这一项目，但一般相信它会出现在未来名为“Wii Motor Sports”的游戏中。在2006年9月14日的美国新闻发布会上，雷吉宣布《Wii Sports》将随Wii免费附赠，保龄球和拳击游戏也会包含其中。

## 评价
《Wii Sports》在商业上获得了空前成功，截止到2007年便成为最为畅销的Wii游戏。在并未随机同捆销售的日本，游戏发行两天内即售出了176,167套，创下第七世代游戏机游戏在日销售纪录。截至2007年2月，游戏已售出100万餘份。游戏业调查公司Media Create亦在同年五月初将《Wii Sports》评为日本游戏20强排名中的第三位。游戏以1,911,520的销量荣登2007年度日本畅销游戏榜首，并在2008年以841,736套的成绩蝉联销量第一。据任天堂统计，截止到2008年12月31日，游戏已经在全球售出4050万套（含同捆版）。

### 媒体评论
| 汇总媒体     | 得分   |
| ------------ | ------ |
| GameRankings | 76.28% |
| Metacritic   | 76/100 |

| 媒体           | 得分   |
| -------------- | ------ |
| 1UP.com        | C+     |
| 电脑与电子游戏 | 7/10   |
| Eurogamer      | 8/10   |
| Game Informer  | 6.5/10 |
| GamePro        | 4.25/5 |
| IGN            | 7.5/10 |
| 官方任天堂杂志 | 90%    |
| Fami通         | 30/40  |

《Wii Sports》在业内批评界同样获得了广泛肯定。GameTrailers称其为Wii的良好补充，并称赞这五个游戏组成了一个“上佳合集”。评论称游戏为长时间玩家提供了足够的游戏性，却又会不使新手望而却步。不过GameTrailers认为，缺少竞赛模式是游戏一大缺陷，若不是随机附赠，不太值得推荐购买。《GamePro》同样肯定了《Wii Sports》随Wii免费附赠的做法。IGN称其是“任天堂新硬件的成功展示”，并深享引入Wii而带来的乐趣。GameSpot则称赞了游戏多人模式和健康测试功能。媒体评测一致肯定了游戏操作的易用性：IGN称其为直观的“革命性”操作方式；《GamePro》亦表达了类似看法，赞扬其简易而拟真的运动控制。不过，GameSpot也评论说运动控制有时会飘忽不定。游戏的负面评价则集中在画面和各个游戏的缺乏深度上。IGN表示游戏“在画面和深度上显得肤浅”，并评价其画面“一般”、“过时”。其他媒体也认为其画面表现与任天堂上世代游戏机GameCube和任天堂64相较并无进步 。GameSpot批评各运动项目被过度简化，GamePro也评价各项与一般的体育类游戏相比显得深度不足。
游戏中各项目得到的评价也各有不同。IGN认为保龄球、网球和棒球游戏很“有趣迷人”，而Eurogamer则觉得与网球和保龄球相比，棒球、高尔夫球和拳击缺乏深入的游戏性。身为一名保龄球迷的《PC Magazine》专栏作家约翰·C·德沃夏克对保龄球游戏的拟真物理作用大加赞赏，并表示“任天堂做了杰出的程序编写工作”。他肯定了加入体力活动的游戏方式，但也抱怨道长期使用会造成手腕和肩膀疼痛。IGN也把保龄球评为五个游戏中最佳的一项，不过在游戏发布前，IGN就指出游戏存有可以轻易投出全中的漏洞，而使得游戏缺乏挑战和重複价值。但在游戏推出後，他们发现这一问题并未得到修復。GameTrailers称高尔夫球游戏最具深度，但也批评在打曲线球时，游戏缺乏多路线性和控制的不可预知性。《GamePro》同样认为高尔夫游戏内容最丰富，相较之下最为出众，但其操作却也是最难以控制的。GameTrailers则是认为网球最易上手，但不满游戏发旋转球的难度过高。IGN表示网球是最好玩的游戏之一，但缺乏移动控制却是其一大败笔。GameTrailers认为棒球“最无价值”，因为游戏中电脑控制的防守包含运气成分过多，而将拳击视作《Wii Sports》中最佳的锻炼方式，但也批评游戏中出拳的时机太难把握。IGN抱怨拳击游戏“简直是个苦差事”，并将其列为五个游戏中最差的项目。

### 获得奖项
《Wii Sports》在2006年E3展的首次亮相就载誉而归，在游戏展上拿下游戏评论奖的“最佳体育游戏”。1UP.com在其“2006年E3最佳”专题中将其列为“最佳Wii游戏”和“最创新游戏”。随着游戏的发行，《Wii Sports》更从各组织、网站和杂志斩获众多奖项。IGN授予其“2006年最佳体育游戏”，《时代》周刊将其列为“2006年十大电子游戏”之榜首。《Wii Sports》还赢得了《Fami通》2006年的“革新大赏”，《电子游戏月刊》亦在其2006年“1Up 网络奖”中授予其“最佳多人游戏奖”。在2007年互动成就奖中，《Wii Sports》摘得“游戏技术杰出成就奖”、“游戏设计杰出成就奖”和“游戏杰出创新奖”三项大奖。2007年，游戏在游戏开发者优选奖（Interactive Achievement Awards）中获得“创新奖”和“最佳游戏设计奖”，并在日本新媒体动漫艺术节游戏部门上赢得“最优秀大赏”。在2007年英国电影和电视艺术学院（BAFTA）颁奖典礼上，《Wii Sports》一举囊括13项大奖中的6项：休闲游戏、游戏操作、策略与模拟游戏、运动游戏、创新游戏和多人游戏。

## 社会影响

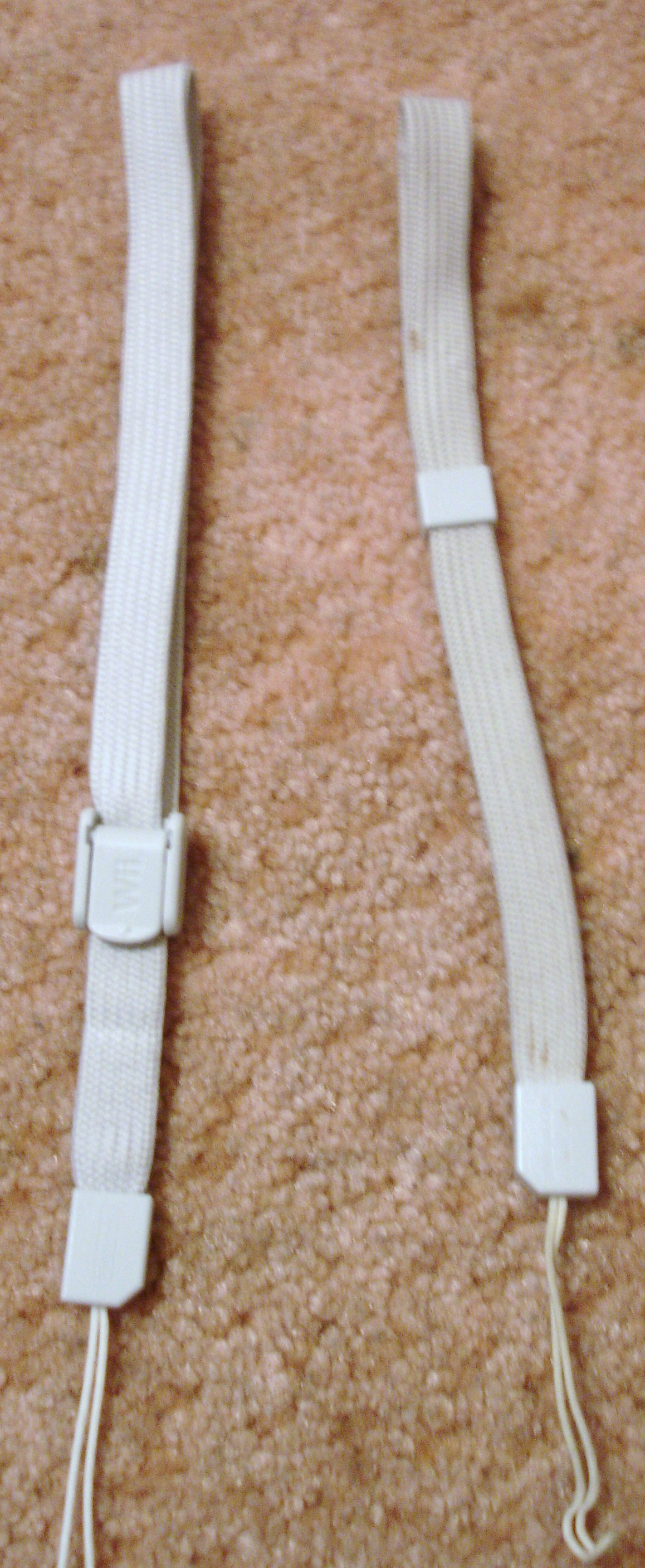
新旧款Wii手柄腕带对比（左新右旧）。

作为Wii在全球大获成功的一个主因，《Wii Sports》是任天堂在欧美“Wii系列”游戏中的第一作。该系列还包括《第一次的Wii》、《Wii Fit》、《Wii国际象棋》（Wii Chess）和《Wii Music》。其续作《Wii Sports：度假勝地》也於2009年内发售。一般认为，游戏像《Wii Fit》一样吸引了更多的休闲、女性和老人玩家，更成为拉近家庭成员之间关系的纽带，经常使用还可作为健身和减肥的手段。利物浦约翰摩尔斯大学曾做过一项针对13-15岁青少年的研究，结果表明，玩家使用Wii时要比玩其他游戏机多消耗2%的能量。研究指出，该游戏并不能替代实际运动，但可能有助於控制体重。《Wii Sports》现已用於物理治疗加拿大Glenrose康复医院的一名拳击手，美国明尼蘇達州明尼阿波利斯和北卡罗来纳州罗利等地的中风患者，以及美国华盛顿、亞利桑那州普雷斯科特和德国兰德斯的受伤士兵。
自从Wii发售之後，玩家在玩《Wii Sports》及其他游戏时受伤的情况就时有发生。玩家在挥动Wii手柄时可能会不小心打到其他玩家或物体，或者将手柄甩出去。在《Wii Sports》游戏过程中出现的一连串事故迫使任天堂社长岩田聪责成展开研究，以减少类似问题的发生。对於这一问题，任天堂发言人皆川恭广表示：“大家似乎兴奋了点儿，尤其是在玩《Wii Sports》的时候，因而有时手柄会从他们手中松脱。”2006年，任天堂回应称将召回320万Wii手柄腕带，并生产两倍厚的新腕带。
《Wii Sports》已然成为社交聚会和比赛的流行手段。在美国，老年中心和养老院的居民组成了《Wii Sports》保龄球联赛。游戏在澳大利亚发行後，任天堂和澳大利亚的连锁商场Myer公司共同於2007年1月在墨尔本举办了《Wii Sports》网球赛。获胜者拥有与职业网球手帕特·卡什和马克·伍德福德竞技的机会，并获得了全新的Wii作为奖品。美国纽约布鲁克林区的Barcade酒吧也曾在2007年6月23日举办过在一场名为“Wii布尔登”（Wiimbledon）的非官方《Wii Sports》网球赛，比赛吸引了128名选手参加，其中不少人还身着游戏人物服装。比赛冠军赢得了一台全新的Wii。
《Wii Sports》亦时常在电视上露面。游戏经常现身於Wii的各式广告，以及美国广播公司（ABC）和全国广播公司（NBC）电视台的新闻节目中。在各色娱乐节目中也能屡屡觅得游戏的身影。美国脱口秀节目《柯南·奥布赖恩深夜秀》（Late Night with Conan O'Brien）的某集中，主持人柯南·奥布赖恩和嘉宾网球明星小威廉姆斯打起了《Wii Sports》网球。而在加拿大的《Rick Mercer Report》节目裡，前加拿大总理让·克雷蒂安在《Wii Sports》拳击中击败了主持人Rick Mercer。拳击游戏同样出现在了《科尔伯特报告》中，在其节目片段裡，主持人史蒂芬·科尔伯特和美国众议院议长南希·佩洛西的Mii版造型在拳击场上一决雌雄。在第80屆奧斯卡金像獎颁奖典礼上，主持人乔恩·斯图尔特和《八月迷情》（August Rush）中的童星嘉米娅·西蒙娜·纳什（Jamia Simone Nash）更是在广告休息之後用舞台大屏幕大玩《Wii Sports》网球，利用这一笑点把观众拉回到颁奖现场。

## 外部連結
- （繁體中文） 《Wii Sports》台灣官方網站 （页面存档备份，存于）
- （日語） 《Wii Sports》日本官方網站 （页面存档备份，存于）
- （英文） 《Wii Sports》美國官方網站
- （英文） StrategyWiki上的《Wii Sports》指引